# Ellinor Michel
Ellinor Michel (* 19. Juni 1939 in Berlin-Wilmersdorf; † 2. April 2007 ebenda) war eine deutsche Grafikerin und Malerin. Ihre Bilder sind überwiegend farbenfrohe impressionistische Gemälde, oft Blumenstillleben, viele Damenporträts und Zirkusmotive, welche oft nachts entstanden. U. a. malte sie Porträts nach Fotos von Peter Maffay, John Lennon und von ihrem (Ex-)Geliebten Andreas Baader. Aber auch bedrohliche Szenarien wie die Flugzeugentführung in Mogadischu finden sich in ihrem Werk wieder.

## Leben

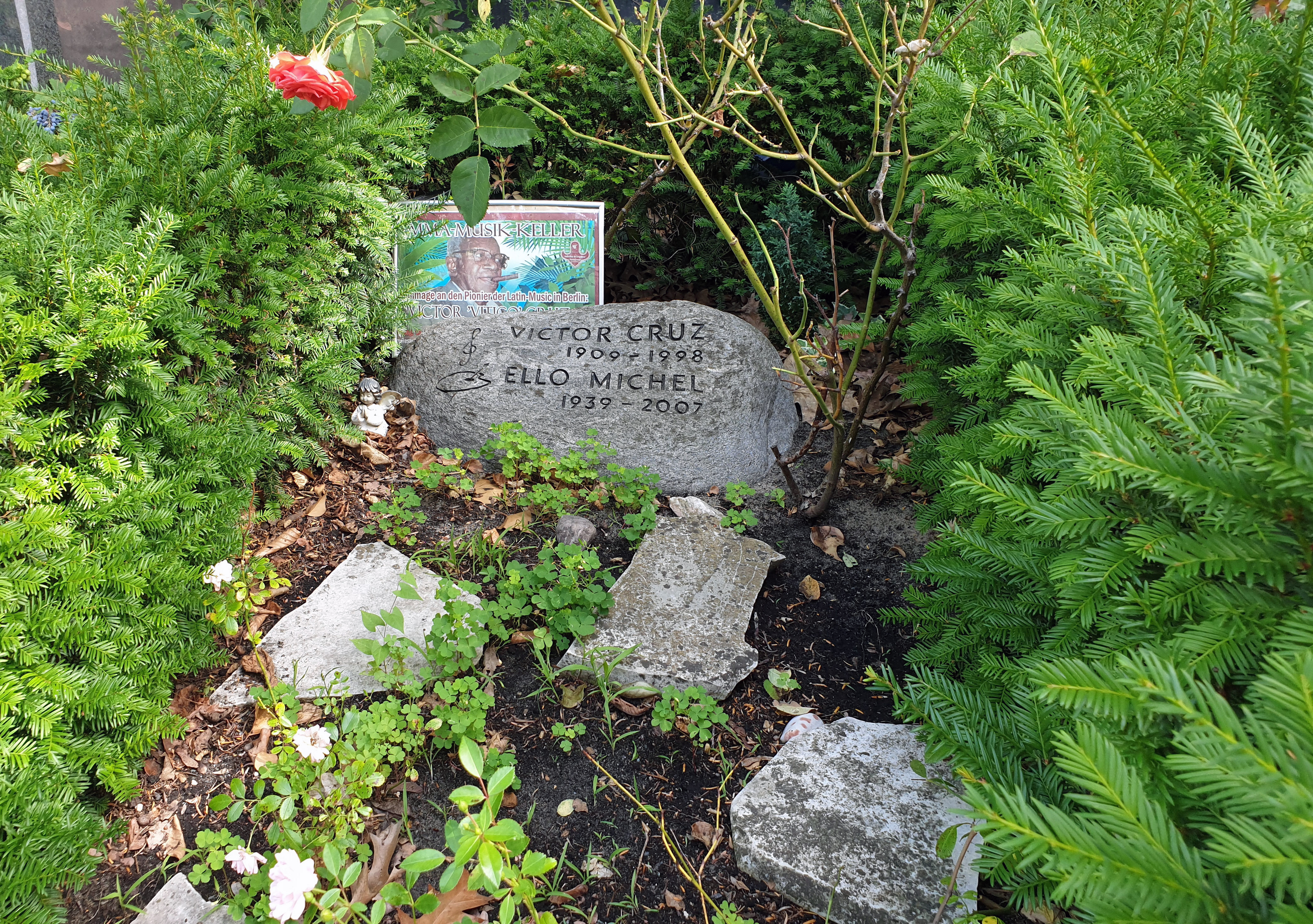
Grabstätte auf dem Friedhof Grunewald, in Berlin-Halensee

Ellinor „Ello“ Michel kam als jüngstes Kind von fünf Geschwistern des Wehrmachtsoffiziers Karl Michel auf die Welt. Zeitweilig war die Familie wegen der schweren Bombenangriffe auf Berlin in Süddeutschland untergebracht. Im Januar 1945 fand der Vater im Kurland-Kessel aufgrund seiner (nicht eindeutig belegten) Beteiligung am Attentat des 20. Juli 1944 unter zweifelhaften Umständen den Tod. Aufgrund der Geburt einer weiteren Schwester wurden Ellinor Michel und ein weiteres Geschwisterkind zeitweise bei einer Pflegefamilie im Schwarzwald untergebracht. 1956 legte sie die Abiturprüfung erfolgreich ab.
1956 begann sie ihr Studium der Gebrauchsgraphik an der Akademie der Bildenden Künste Karlsruhe, wechselte 1957 ins Studium der freien Graphik an der Staatlichen Akademie der Bildenden Künste Stuttgart, welches sie 1960 abschloss. Beim Kunststudium in Stuttgart lernte sie den Maler und ihren späteren Ehemann Manfred Henkel kennen. Die Hochzeit folgte 1960, zwei Jahre später wurde der gemeinsame Sohn Robert geboren.
1962 zog es die Familie und Ellinor Michel als freischaffende Künstlerin zurück in ihre Heimatstadt Berlin. Der Schauspieler Günter Pfitzmann, der in Berliner Kreisen ihre Bekanntschaft machte, dekorierte zwei seiner Häuser mit ihren Bildern. In der dort vorherrschenden Künstlerszene lernte sie 1964 ihren späteren Geliebten und Vater ihrer Tochter Andreas Baader kennen, von dem sie auch noch nach Ende der Beziehung ein Porträt nach einem Foto erstellte. Gemeinsam mit Manfred Henkel lebten sie ab 1965 zwei Jahre in einer gemeinsamen Wohnung, obwohl Manfred Henkel und Ellinor Michel ihre Beziehung schon beendet hatten. Diese Wohnung wurde nicht nur von Baader zeitweise mitbenutzt, auch einige spätere Mitglieder der 1970 gegründeten RAF trafen sich dort. Am 17. März 1965 wurde die gemeinsame Tochter von Baader und Ellinor Michel, Suse, geboren, um die sich jedoch Andreas Baader nie gekümmert haben soll. Um die junge Patchwork-Familie zu versorgen, verdienten Ellinor und Manfred Henkel mit ihren Bildern das nötige Geld. Ellinor verkaufte  ihre Bilder samstags selbst auf dem Kunstmarkt Ecke Rankestraße. Die Beziehung zu Baader endete endgültig 1967, welcher später im selben Jahr seine Freundin und Geliebte Gudrun Ensslin kennenlernte. Parallel zu seiner neuen Beziehung schrieb Baader Michel 1968 mehrere Briefe aus der Untersuchungshaft und versuchte, ein Fortbestehen der Beziehung zu Ello zu erreichen: „(...) Aber Katze (Ellos Spitzname), es genügt natürlich nicht ein Satz [oder doch], um klar zu machen, dass wir wieder zusammen sein sollen. Verflucht, ich verhungere, ich habe immer noch alles für Dich übrig, aber ich glaube Du drehst mich wie einen faulen Apfel hin und her“. Ellinor Michel kehrte nicht zu ihm zurück. Die Kinder kamen 1967 für einige Monate zu Pflegeeltern bzw. in ein Heim, schließlich lebten sie ab 1968 bei Manfred Henkel und seiner neuen Ehefrau. Michel konsumierte in hohem Umfang Alkohol und Drogen, u. a. nahm sie LSD und Meskalin und konsumierte Haschisch.
In dem Film Baader aus dem Jahr 2002 wird sie durch die Filmfigur Marie (gespielt von Ellen Schlootz) verkörpert.
Ello hatte später noch eine langjährige Beziehung mit dem kubanischen Musiker Víctor Cruz, der 1999 starb. Ellinor Michel verbrachte ihren Lebensabend in einem Pflegeheim und starb 2007 in Berlin-Wilmersdorf.

## Ausstellungen
- 1967: Kleine Weltlaterne, Berlin-Kreuzberg
- 1968: Galerie Mensch, Hamburg
- 1969: Schöneberger Weltlaterne, Berlin-Schöneberg
- Galerie ‚bel étage’, Berlin-Charlottenburg
- 1970: Kleine Weltlaterne, Berlin-Kreuzberg
- 1971/1972: Bildermarkt, Berlin-Schöneberg
- 1974: Galerie Danckert, Berlin-Charlottenburg
- 1975: Anwaltspraxis Dr. Grüber, Berlin-Wilmersdorf
- 1976: Ausstellungsraum Daimler-Benz, Berlin-Charlottenburg
- 1977–1979: Galerie X, Berlin-Wilmersdorf
- 1977: Kleine Weltlaterne, Berlin-Wilmersdorf
- 1978: Hilton-Hotel, Berlin-Tiergarten
- 1979: Ausstellungsraum Daimler-Benz, Berlin-Charlottenburg
- 1981: Ausstellungsraum Daimler-Benz, Berlin-Steglitz
- 1983: Praxis Dr. Martin Talke, Berlin-Spandau
- 1984: Galerie Brigitte Wölfer, Berlin-Charlottenburg (mit Werner Hansche)
- 1987: Berliner Commerzbank AG, Berlin-Halensee
- 2018, 1. April – 13. Mai: Vita-Villa, Ausstellung „Denkmal“ mit Werken aus dem Nachlass von Ellinor Michel, Braunschweig[4]